# Lavaca County
Das Lavaca County ist ein County im Bundesstaat Texas der Vereinigten Staaten. Das U.S. Census Bureau hat bei der Volkszählung 2020 eine Einwohnerzahl von 20.337 ermittelt. Der Sitz der County-Verwaltung (County Seat) befindet sich in Hallettsville.

## Geographie
Das County liegt im Südosten von Texas, etwa 80 Kilometer vom Golf von Mexiko entfernt. Es hat eine Fläche von 2513 Quadratkilometern, inklusive einem Quadratkilometer Wasserfläche. Es grenzt im Uhrzeigersinn an folgende Countys: Fayette County, Colorado County, Jackson County, Victoria County, DeWitt County und Gonzales County.

## Geschichte
Lavaca County wurde am 6. April 1846 aus Teilen des Colorado County, Fayette County, Gonzales County, Jackson County und Victoria County gebildet. Die Verwaltungsorganisation wurde sechs Jahre später abgeschlossen. Benannt wurde es nach dem Lavaca River. Dieser trug ursprünglich den französischen Namen Les Veches („Die Kühe“) nach den Bisons in der Region.

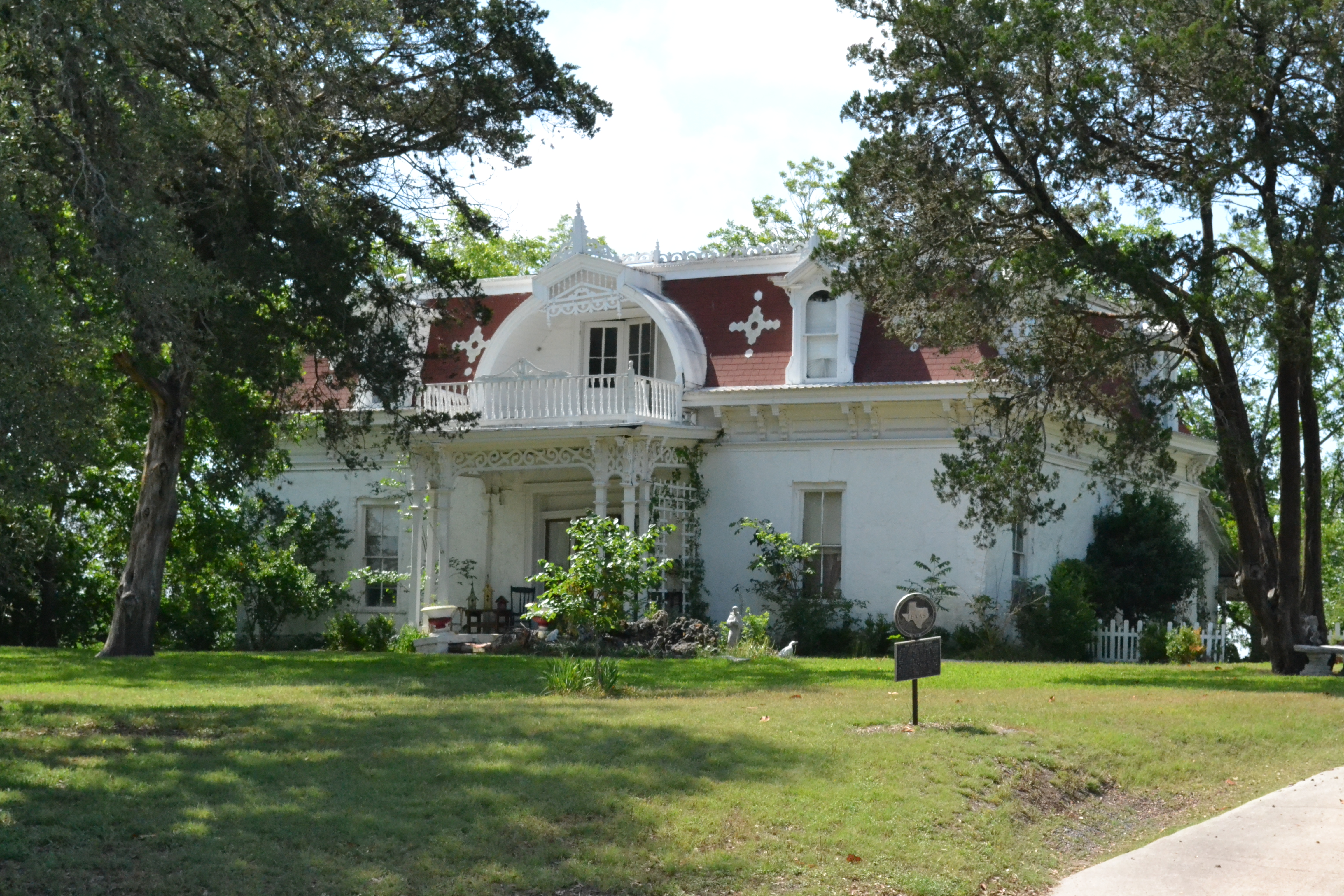
Lay-Bozka House (2014)

Neun Bauwerke und Stätten im County sind im National Register of Historic Places („Nationales Verzeichnis historischer Orte“; NRHP) eingetragen (Stand 26. November 2021), darunter das Lavaca County Courthouse, das Lay-Bozka House und die Sts. Cyril and Methodius Church.

## Demografische Daten
Nach der Volkszählung im Jahr 2000 lebten im Lavaca County 19.210 Menschen in 7.669 Haushalten und 5.391 Familien. Die Bevölkerungsdichte betrug 8 Einwohner pro Quadratkilometer. Ethnisch betrachtet setzte sich die Bevölkerung zusammen aus 86,86 Prozent Weißen, 6,79 Prozent Afroamerikanern, 0,19 Prozent amerikanischen Ureinwohnern, 0,16 Prozent Asiaten, 0,02 Prozent Bewohnern aus dem pazifischen Inselraum und 4,84 Prozent aus anderen ethnischen Gruppen; 1,14 Prozent stammten von zwei oder mehr Ethnien ab. 11,36 Prozent der Einwohner waren spanischer oder lateinamerikanischer Abstammung.
Von den 7.669 Haushalten hatten 30,0 Prozent Kinder oder Jugendliche, die mit ihnen zusammen lebten. 57,7 Prozent waren verheiratete, zusammenlebende Paare 9,3 Prozent waren allein erziehende Mütter und 29,7 Prozent waren keine Familien. 27,6 Prozent waren Singlehaushalte und in 16,6 Prozent lebten Menschen im Alter von 65 Jahren oder darüber. Die durchschnittliche Haushaltsgröße betrug 2,44 und die durchschnittliche Familiengröße betrug 2,98 Personen.
24,2 Prozent der Bevölkerung war unter 18 Jahre alt, 6,9 Prozent zwischen 18 und 24, 23,5 Prozent zwischen 25 und 44, 23,6 Prozent zwischen 45 und 64 und 21,8 Prozent waren 65 Jahre alt oder älter. Das Medianalter betrug 42 Jahre. Auf 100 weibliche Personen kamen 93,1 männliche Personen und auf 100 Frauen im Alter von 18 Jahren oder darüber kamen 88,5 Männer.
Das jährliche Durchschnittseinkommen eines Haushalts betrug 29.132 USD, das Durchschnittseinkommen einer Familie betrug 36.760 USD. Männer hatten ein Durchschnittseinkommen von 26.988 USD, Frauen 17.537 USD. Das Prokopfeinkommen betrug 16.398 USD. 10,2 Prozent der Familien und 13,2 Prozent der Einwohner lebten unterhalb der Armutsgrenze.

## Städte und Gemeinden
- Breslau
- Dreyer
- Ezzell
- Fordtran
- Glaze City
- Hallettsville
- Henkhaus
- Hope
- Kinkler
- Koerth
- Mont
- Moulton
- Mount Olive
- Novohrad
- Old Moulton
- Pearl City
- Petersville
- Rabbs
- Shiner
- Speaks
- Sublime
- Sweet Home
- Terryville
- Vienna
- Wied
- Williamsburg
- Witting
- Worthing
- Yoakum